# Médecine clinique
Pour les articles homonymes, voir Clinique (homonymie).
La médecine clinique (étymologiquement du latin clinice, « médecine exercée près du lit du malade ») est l'étude et le traitement des maladies directement au chevet du patient. Elle vise à l'établissement du diagnostic par la pratique de l'examen clinique, c'est-à-dire l'interrogatoire et l'observation, permettant d'isoler, de décrire et d'analyser les symptômes d'une maladie éventuelle chez le patient.